# Pseudotolithus elongatus
Pseudotolithus elongatus (englisch Bobo Croaker; französisch Otolithe Bobo; spanisch Corvina Bobo) ist eine Fischart der Gattung Pseudotolithus in der Familie der Umberfische (Sciaenidae).
Das Verbreitungsgebiet von Pseudotolithus elongatus ist der östliche Atlantik, die afrikanische Westküste vom Senegal bis zum südlichen Angola.

## Merkmale
Pseudotolithus elongatus erreicht gewöhnlich eine Länge von 30 cm TL, maximal wird 47 cm TL angegeben. Der Körper ist gestreckt, spindelförmig, seitlich abgeflacht und mit Kammschuppen (Ctenoidschuppen) bedeckt, während sich an Kopf und Brust Rundschuppen (Cycloidschuppen) befinden. Der Kopf mit den recht großen Augen ist kurz mit kurzer Schnauze. Das unterständige bis endständige, schräge Maul ist groß, der Oberkiefer reicht bis zum hinteren Rand des Auges. Beide Kiefer sind dicht mit dünnen länglichen (villiformen) Zähnen besetzt. Der Rand des Vordeckels ist gezackt. im Winkel mit ein paar kräftigen Stacheln. Die Kiemenreusendornen sind lang und dünn, länger als die Kiemenfilamente im Winkel des ersten Kiemenbogens. Barteln sind keine vorhanden, jedoch befinden sich am Kinn sechs und an der Schnauze fünf weitere Poren. Die Seitenlinien reichen bis zur Schwanzflosse. Die Rückenflosse ist lang, der zweite Hartstrahl der Afterflosse sehr kräftig und etwa so lang wie der erste Weichstrahl, die Schwanzflosse mehr oder weniger spitz.
Der Rücken ist olivbraun, die Seiten silbern mit Reihen von dunklen Flecken. Der helle Bauch ist gelblich während der Brutsaison. Die Spitzen des hartstrahligen Teils der Rückenflosse sind dunkel, an dem weichstrahligen Teil formen dunkle Flecken zwei oder drei in Längsrichtung verlaufende Reihen. Ansonsten sind die Flossen, bis auf die gelblichen Bauch- und Afterflossen, gräulich.
- Flossenformel: Dorsale XI/29–34, Anale II/6.[1]

## Lebensraum und Lebensweise
In der Regel kommt die Art bis in Tiefen von 50 m vor, zur Regenzeit zieht Pseudotolithus elongatus zum Laichen in das offene Meer bis in 100 m Tiefe. Bewohnt wird die ufernahe Zone mit sandigem oder schlammigem Boden sowie Flussmündungen und Buchten. Die Nahrung besteht aus Würmern, Fischen und kleinen Krebstieren.
Über die Zeit bis zur Geschlechtsreife und über die Lebenserwartung ist nur wenig bekannt, angesichts der maximalen Größe scheinen 30 cm lange Tiere weniger als drei Jahre zu leben. Die Fortpflanzungsrate ist hoch.

## Nutzung
Pseudotolithus elongatus ist ein wichtiger Speisefisch. Der Fisch wird frisch, als gesalzener Trockenfisch oder geräuchert vermarktet. Gefangen wird die Art mit Grundschleppnetzen, Stellnetzen, Ringwadennetzen oder Leinenfischerei. Die der FAO für 1999 gemeldete Fangmenge betrug 6679 t, die Länder mit der größten Fangmenge waren Guinea mit 2142 t und Kamerun mit 1900 t.

## Gefährdung
Pseudotolithus elongatus ist in seinem Verbreitungsgebiet der vierthäufigste Umberfisch, sein Anteil an der Fangmenge der Umberfische beträgt, basierend auf Erhebungen des NORAD (Norwegian Agency for Development Cooperation) Forschungsschiffes Dr. Fridtjof Nansen, geschätzt weniger als fünf Prozent. Dieser Erhebungen von 1999 bis 2006 haben einen Rückgang der gemischten Sciaeniden Lebendmasse um 37 % ergeben, der Fischereiaufwand wurde aufgrund der Fangrückgänge deutlich erhöht. So sind zum Beispiel in Nigeria die Umberfische wichtige Speisefische, die etwa 40 % der Anlandung an Nigerias Küste ausmachen.
Von der IUCN wird die Art als nicht gefährdet (LV, Least Concern) eingestuft, da die durchschnittliche Fangtiefe 25 bis 75 m beträgt und damit über der Laichtiefe liegt. Aufgrund des steigenden Fischereiaufwandes, insbesondere falls die Fangtiefe 100 m erreicht, sollte die Art sorgfältig überwacht und gegebenenfalls neu bewertet werden.